# Carambola (frutto)

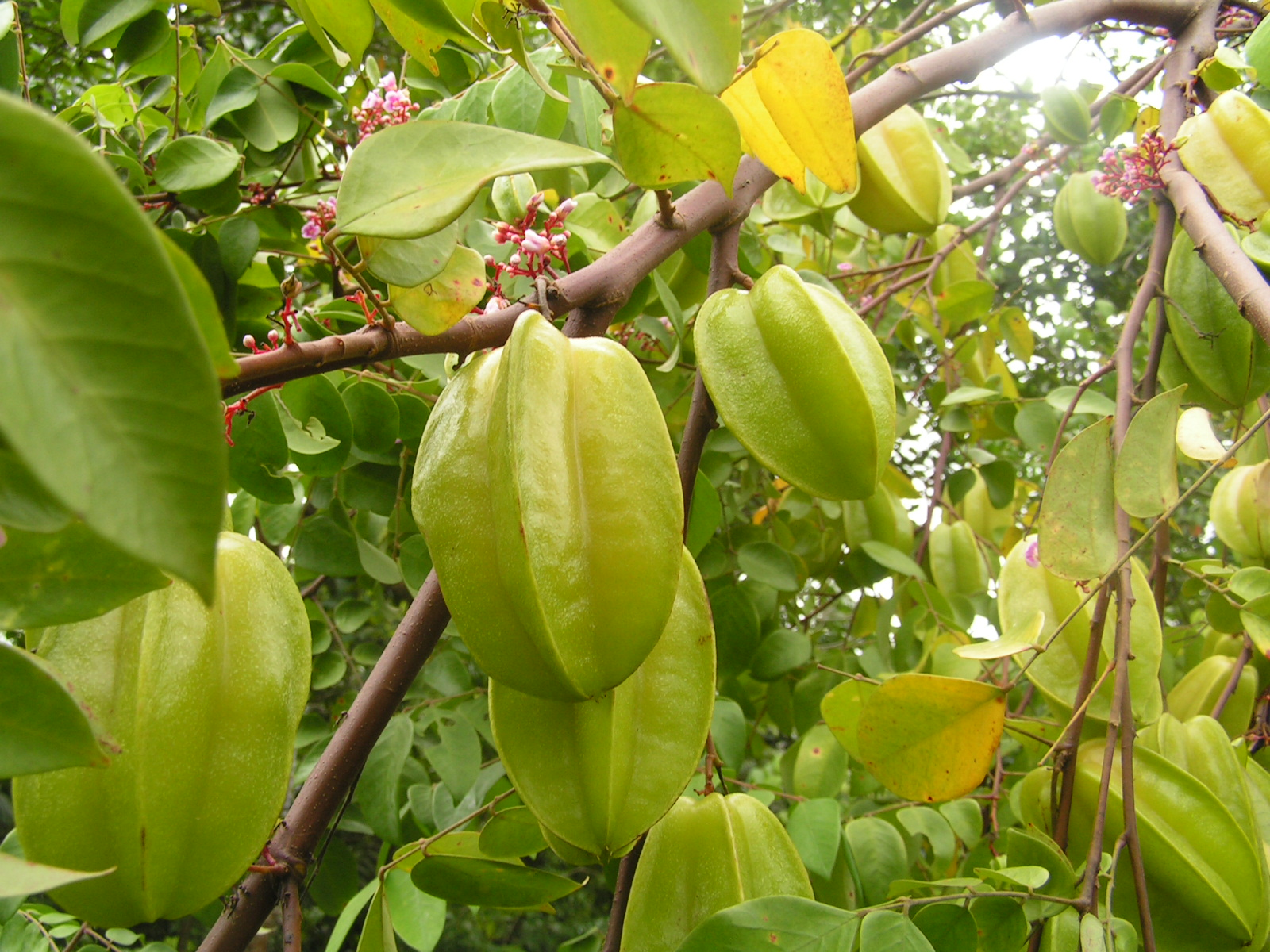
Carambole sui rami dell'albero

La carambola (pronunciato "caràmbola") è il frutto dell'Averrhoa carambola, appartenente alla famiglia delle Oxalidaceae.

## Etimologia e altri nomi
È un termine portoghese derivato dal sanscrito karmaphala (trad. "Cibo antipasto") o dal marathi karambal. Tale nome viene usato per definire questo frutto, in particolare in Spagna, Portogallo e Italia.
Nei paesi anglofoni la carambola è anche conosciuta col nome di star fruit (trad. "frutto a stella"). Tale nome deriva dal fatto che il frutto presenta delle creste distintive che scendono sui lati, formando una sezione a forma di stella.
Questi sono i due nomi utilizzati indifferentemente nel resto del mondo per designare il frutto. Sono però accettati e usati anche carambole in Francia, sternfrucht in  Germania, five fingers (cinque dita) nei paesi caraibici.

## Coltivazione, origine e distribuzione
La carambola può essere coltivata fino a 1 200 metri di altitudine, mantenendo però una distanza di almeno 6 metri fra ogni singola coltura.
L'albero di carambola è un albero dal tronco corto del tipo tropicale/subtropicale che non tollera l'azione del vento (a parte la varietà Golden Star) e del sale. Perciò il carambola può essere coltivato in una zona a ridosso della costa con particolari cautele e accortezze. Parametri utilizzati per la riuscita di un buon raccolto di qualità sono dunque: l'assenza di vento, pH del terreno compreso tra 5,5 e 6,5, temperature tra 20 °C e 32 °C, precipitazioni annue attorno a 1800 mm, luce solare superiore a 2000 ore/anno. Tali coltivazioni sono sensibili alla pioggia e al gelo. Il suo principale parassita è il moscerino della frutta.
L'albero cresce velocemente, produce fiori bianchi/rosa, viene fecondato 3 volte all'anno e produce frutta fino a 4-5 anni di età in modo continuo: nel corso dell'anno possiamo notare sia carambole mature che carambole ancora in fase di maturazione.
Si ipotizza che abbia avuto origine nelle Molucche, Bangladesh e nello Sri Lanka, anche se secondo altre fonti se ne afferma l'origine nel subcontinente indiano e nel sud-est asiatico.
Sono queste le zone privilegiate di tali colture, anche se nel corso dei secoli ne sono state impiantate in varie parti del mondo. Nel XV secolo le carambole erano già conosciute al mondo occidentale (come testimoniano i racconti dell'olandese Linschoten che le paragono a delle mele aspre con delle creste) e nel XVIII secolo nel continente americano (1889 in Florida, 1899 in Trinidad e Tobago) e africano (nel 1881 i portoghesi le importarono prima nelle isole Canarie e poi nella Macaronesia).
Dal 2010 tale coltivazione ebbe una rinascita tale che oggi abbiamo colture di carambole anche nel Pacifico (Queensland in Australia, Tahiti, Nuova Caledonia, Papua-Nuova Guinea, Guam, Hawaii), America centro-meridionale (Messico, Giamaica, Haiti, Repubblica Dominicana, Porto Rico, Trinidad, Nicaragua, Costa Rica, Panama, El Salvador, Colombia, Guyana francese, Ecuador,  Perù) e in una parte del  Africa. 

## Caratteristiche

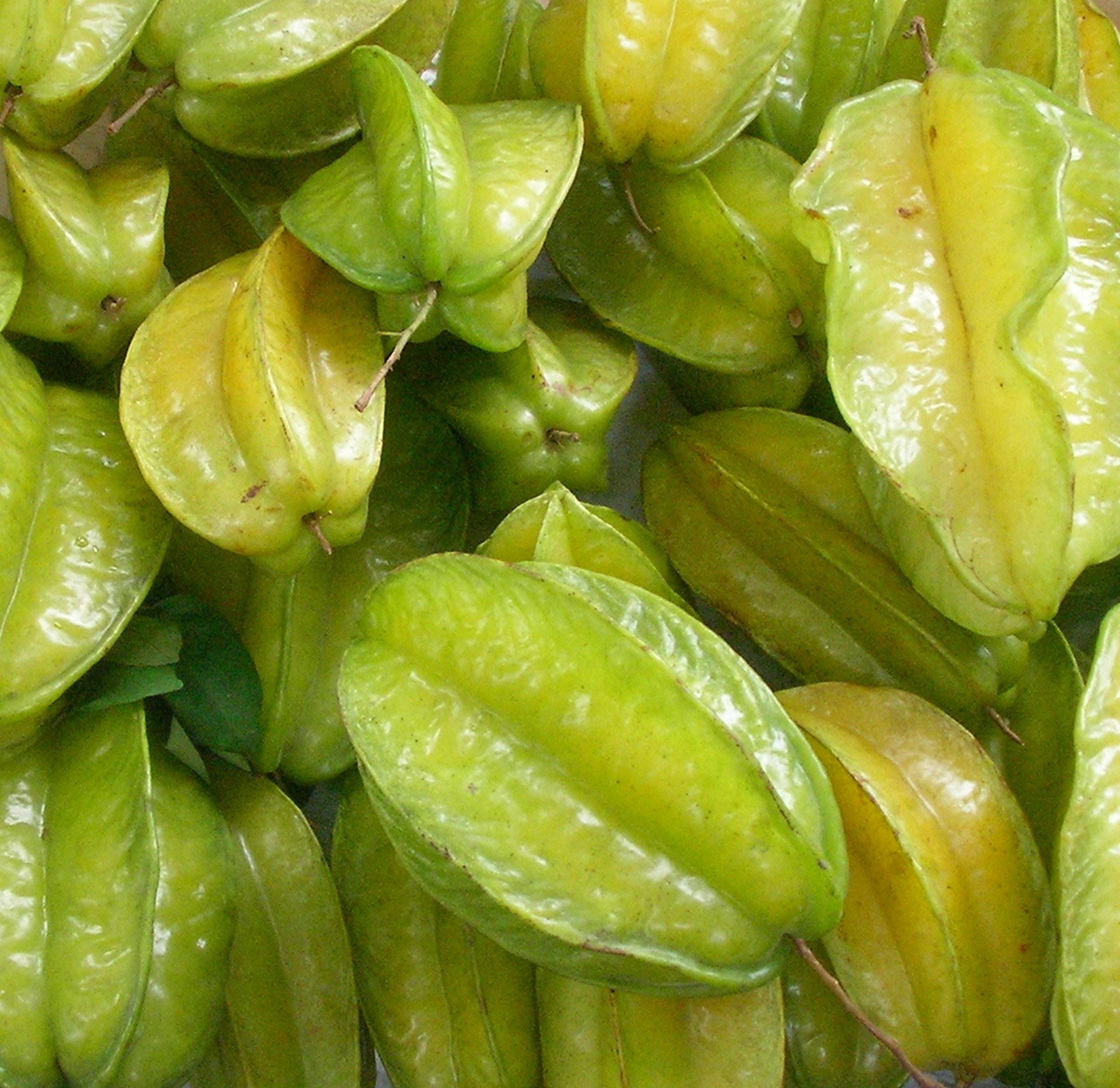
Carambole in fase di maturazione

### Caratteristiche estetiche
Il frutto ha una forma ellissoidale (o ovale) di lunghezza che varia dai 5 ai 15 cm, con un diametro compreso tra i 2 e i 9 cm circa.
È caratterizzato da 5 (raramente 4-6) creste prominenti, le cui intersezioni formano una sezione a forma di stella.
La pelle (o buccia) del frutto è liscia e cerosa e, così come la polpa, può essere a seconda delle varietà traslucida e verde oppure giallo scuro con creste marroni.
La polpa è croccante, succosa e carnosa e ricorda vagamente quella della prugna e della guava.
Ogni frutto contiene da 10 a 12 semi marroni edibili, piatti e racchiusi esternamente da uno strato gelatinoso di aril e internamente da olio grasso di composizione simile all'olio di semi di arachide. Ciascun seme possiede una larghezza compresa tra 6 e i 13 mm.

### Proprietà chimiche
Contiene fenoli e flavonoidi quali quercetina, acido gallico, catechina, rutina, epicatechina e proantociandine, trovando impiego nella medicina tradizionale come farmaco per il trattamento di alcune patologie come la cefalea, la nausea, la tosse, l'insonnia, i postumi della sbornia, l'ipertensione e il diabete. Ha proprietà digestive, antiossidanti e antimicrobriche: agisce soprattutto contro l'E. Coli, Klebsiella, Staphylococcus aureus e Pseudomonas aeruginosa. Il frutto viene anche utilizzato come rimedio contro le scottature.

#### Valori nutrizionali
La carambola è ricca di potassio e vitamina C (circa il 52% della dose giornaliera raccomandata) ed ha un basso contenuto di sodio e di zucchero. Contiene inoltre ossido nitrico in quantità variabile in base allo stato di maturazione.
| Valori nutrizionali per 100 g di prodotto (crudo)   | Quantità (* mcg=microgrammi/mg=milligrammi) |
| --------------------------------------------------- | ------------------------------------------- |
| Energia                                             | 128 KJ /31 kcal                             |
| Carboidrati di cui zuccheri di cui fibra alimentare | 6,73 g 3,98 g 2,8 g                         |
| Lipidi                                              | 0,33 g                                      |
| Proteine                                            | 1,04 mg                                     |
| Vitamina A                                          | 66 mcg                                      |
| Tiamina (Vitamina B1)                               | 0,014 mg (1%)                               |
| Riboflavina (Vitamina B2)                           | 0,016 mg (1%)                               |
| Niacina (Vitamina B3)                               | 0,367 mg (2%)                               |
| Acido pantotenico (Vitamina B5)                     | 0,391 mg (8%)                               |
| Vitamina B6                                         | 0,017 mg (1%)                               |
| Folate (Vitamina B9)                                | 12 mcg (3%)                                 |
| Colina                                              | 7,6 mcg (2%)                                |
| Vitamina C                                          | 34,4 mg (41%)                               |
| Vitamina E                                          | 0,15 mg (1%)                                |
| Calcio                                              | 3 mg (0%)                                   |
| Ferro                                               | 0,08 mg (1%)                                |
| Magnesio                                            | 10 mg (3%)                                  |
| Manganese                                           | 0,037 mg (2%)                               |
| Fosforo                                             | 12 mg (2%)                                  |
| Potassio                                            | 133 mg (3%)                                 |
| Sodio                                               | 2 mg (0%)                                   |
| Zinco                                               | 0,12 mg (1%)                                |

#### Rischi
Le carambole contengono una notevole quantità di caramboxin e acido ossalico, entrambe sostanze nocive per chi soffre di insufficienza renale, calcoli renali o dialisi renale.
L'acido ossalico è tossico perché lega il calcio rendendolo non disponibile al nostro organismo; i cristalli di calcio che precipitano provocano dei danni al tessuto renale e vasale.
Il caramboxin, antagonista glutammatergico strutturalmente simile alla fenilalanina, motivo per cui nel soggetto predisposto alle malattie precedentemente citate causa singhiozzo, vomito, nausea, confusione mentale, e, nel peggiore dei casi, persino la morte. Questa potente neurotossina, solitamente escreta dai reni, in soggetti con insufficienza renale, una volta accumulatasi nel sangue può superare la barriera emato-encefalica e creare irreversibili danni cerebrali.
Si stima che la quantità neurotossica sia l'assunzione di circa 15 frutti interi in una sola volta in un paziente sano, 4-6 frutti interi o 300 ml di succo in un paziente con insufficienza renale cronica.
Dal punto di vista farmacologico è considerato un potente inibitore di sette isoforme del citocromo P450: tali enzimi bloccano i primi passaggi di molti farmaci, e quindi l'assunzione di questo frutto contribuisce a incrementare l'efficacia del farmaco assunto.

## Varietà
Vi sono due tipi di carambole: piccole e acide, o grandi e dolci.
Le varietà acide contengono un maggior contenuto di acido ossalico rispetto a quelle dolci e hanno un sapore che ricorda la mela verde. Le più famose varietà acide sono quelle provenienti dalla Florida: Golden Star, Newcomb, Star King e Thayer. La Golden Star, se lasciata maturare, assume un sapore dolciastro.
Quelle dolci hanno un sapore più complicato (un misto di agrumi, mela, pera e uva), e di tale gruppo le carambole più coltivate commercialmente sono: Arkin originario della Florida, Dah Poh da Taiwan, Ma Fueng dalla Thailandia, Maha dalla Malaysia e Demak dall'Indonesia.
| Paese di coltivazione | Nome della varietà                                                      |
| --------------------- | ----------------------------------------------------------------------- |
| Florida (Stati Uniti) | - Arkin - Golden Star - Thayer - Newcomb                                |
| Indonesia             | - Kaput - Ting Go - Demak                                               |
| Singapore             | - Leng Bak - Juron                                                      |
| Cina                  | - Hong Hug - Far Dee                                                    |
| Taiwan                | - Cheng-Tsey - Dah Pon - Tean Ma - Mih Tao - Meeshi - Er-lin - Soft Sih |
| Thailandia            | - Fwang Tung - Thai Knight                                              |
| Malaysia              | - Maha - B-2 - B-10                                                     |

Altre varietà che vengono commercializzate: Tung, Hoku, Kari e Kembagen.

## Usi

### Gastronomia

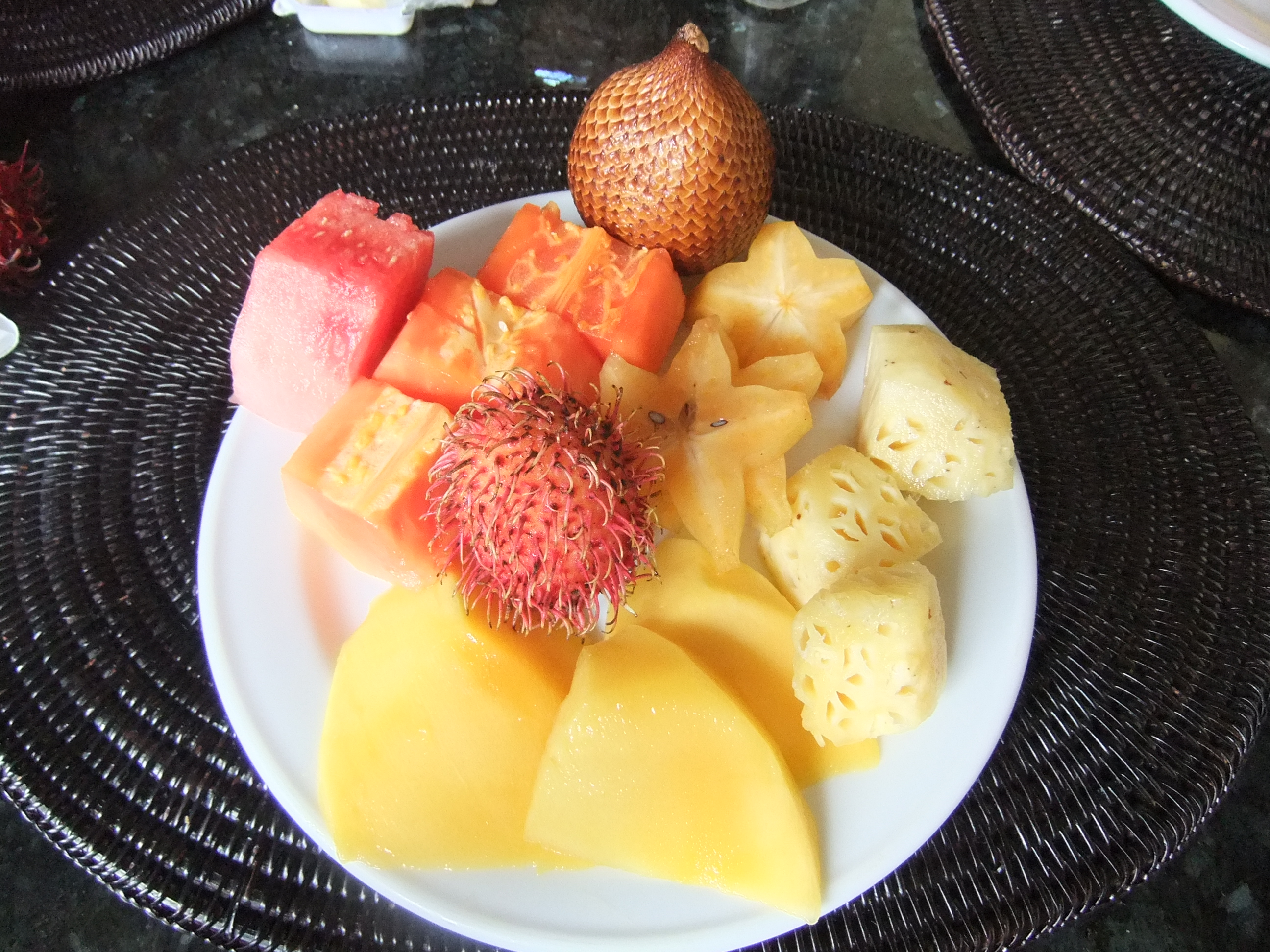
Macedonia di frutta con carambola, rambutan, mango, ananas, anguria, salak e papaia

Il frutto è interamente commestibile: polpa, buccia e semi. Viene generalmente consumato dopo la maturazione, ovvero quando mostra creste marroni. Il frutto maturo può avere diverse tonalità dal verde al giallo ambrato. Generalmente le varietà più acide vanno cotte per essere mangiate, quelle dolci possono essere servite crude. Con la cottura perdono alcune delle loro proprietà.
In cucina è utilizzato per condimenti, liquori, cocktail, macedonie, torte, canditi o conserve. Inoltre viene impiegato nel thai cous cous (un piatto a base di cous cous, verdure e carambola) e nel Misa Maas Kordoi Tenga (curry della tradizione assamese con gamberi e fette di carambola).
Nel sud-est asiatico (Malaysia specialmente) viene stufato con lo zucchero e i chiodi di garofano o con le mele.
Nelle Filippine le carambole acerbe vengono condite con il salgemma.
In Thailandia viene cucinata insieme a gamberetti, mentre in Cina con il pesce.
In Giamaica viene essiccata e in Australia cucinata come fosse una verdura, in salamoia o trasformata in confetture.

### Altri usi
Sia il frutto che le foglie dell'Averrhoa carambola, per le loro forme originali e bizzarre, vengono utilizzati anche per scopi ornamentali.
Il bilimbi, il succo delle carambole acide ricche di acido ossalico, può essere usato come foraggio per le api, come antiruggine per pulire metalli (specialmente l'ottone) o come mordente per tinture e persino per rimuovere le macchie dal lino.
Il loro odore fruttato è alla base di molti profumi e colonie. L'Escada è una delle aziende che producono tali fragranze.

### Valore simbolico
Sull'isola di Giava, la carambola è vista come un simbolo di spiritualità. Secondo la credenza del buddhismo giavanese, infatti, le 5 creste del frutto sono chiamate Pancasila (da Panca = cinque, Sila = comportamento) e indicherebbero metaforicamente 5 tabù fondamentali: alcol, droga, adulterio, furto, gioco d'azzardo.

## Reperibilità
Il primo produttore di carambola è Taiwan con un'area coltivata di 3 100 ha e una produzione annua di raccolto fino a 38 270 t (picco raggiunto nel 1986). La maggior parte della produzione viene consumata all'interno del paese, una piccola parte invece esportata verso Giappone, Hong Kong, Singapore e Canada.
Al secondo posto vi è la Malaysia con una superficie coltivabile di 1 340 ha (2009), nella maggior parte nella regione di Selangor, e "addetta" all'esportazione verso i mercati non solo dell'Estremo oriente (fra i clienti più importanti vi sono Regno Unito, Germania e Danimarca). Nonostante sia un frutto disponibile tutto l'anno, la sua reperibilità nei mercati occidentali è assai limitata. La Malaysia ne effettua l'esportazione specialmente nel periodo natalizio.